# サンハリブ・マルキ
サンハリブ・マルキ・サバー（Sanharib Malki Sabah, 1984年3月1日 - ）は、シリア・カーミシュリー出身の同国代表サッカー選手。ポジションはFW。
得点力はあまり高くないもののチームのために労を惜しまない献身的なプレーが売りである。しかし、2011‐2012には所属するローダJCでリーグ戦25得点、得点ランキング2位の大活躍であった。

## 代表歴
シリア代表として2008年6月8日、2010 FIFAワールドカップ・アジア予選のクウェート代表戦でA代表デビューを果たした。2011年にAFCアジアカップに出場した。

## 所属クラブ
- ロイヤル・ユニオン・サン＝ジロワーズ 2002-2005
- KSVルーセラーレ 2006-2007
- KFCジェルミナル・ベールスホット 2007-2009
- スポルティング・ロケレン 2009-2011

→ パンスラキコスFC 2011 (loan)
- ローダJC 2011-2013
- カスムパシャSK 2013-2016
- アル・ワクラSC 2017
- ファティ・カラギュムリュクSK 2018

## 個人成績

### 代表での得点
| #  | 日時           | 場所             | 対戦相手         | スコア | 最終結果 | 大会                                   |
| -- | -------------- | ---------------- | ---------------- | ------ | -------- | -------------------------------------- |
| 1. | 2008年6月22日  | アル・アイン     | アラブ首長国連邦 | 3-1    | 3-1      | 2010 FIFAワールドカップ・アジア3次予選 |
| 2. | 2013年11月15日 | テヘラン         | シンガポール     | 1-0    | 4-0      | AFCアジアカップ2015 (予選)             |
| 3. | 2014年11月12日 | クアラルンプール | マレーシア       | 2-0    | 3-0      | 親善試合                               |
| 4. | 2014年11月15日 | ジャカルタ       | インドネシア     | 1-0    | 2-0      | 親善試合                               |
| 5. | 2015年6月11日  | マシュハド       | アフガニスタン   | 5-0    | 6-0      | 2018 FIFAワールドカップ・アジア2次予選 |
| 6. | 2015年9月8日   | プノンペン       | カンボジア       | 2-0    | 6-0      | 2018 FIFAワールドカップ・アジア2次予選 |
| 7. | 2016年3月24日  | スィーブ         | カンボジア       | 6-0    | 6-0      | 2018 FIFAワールドカップ・アジア2次予選 |